# دار الأوبرا في نيس

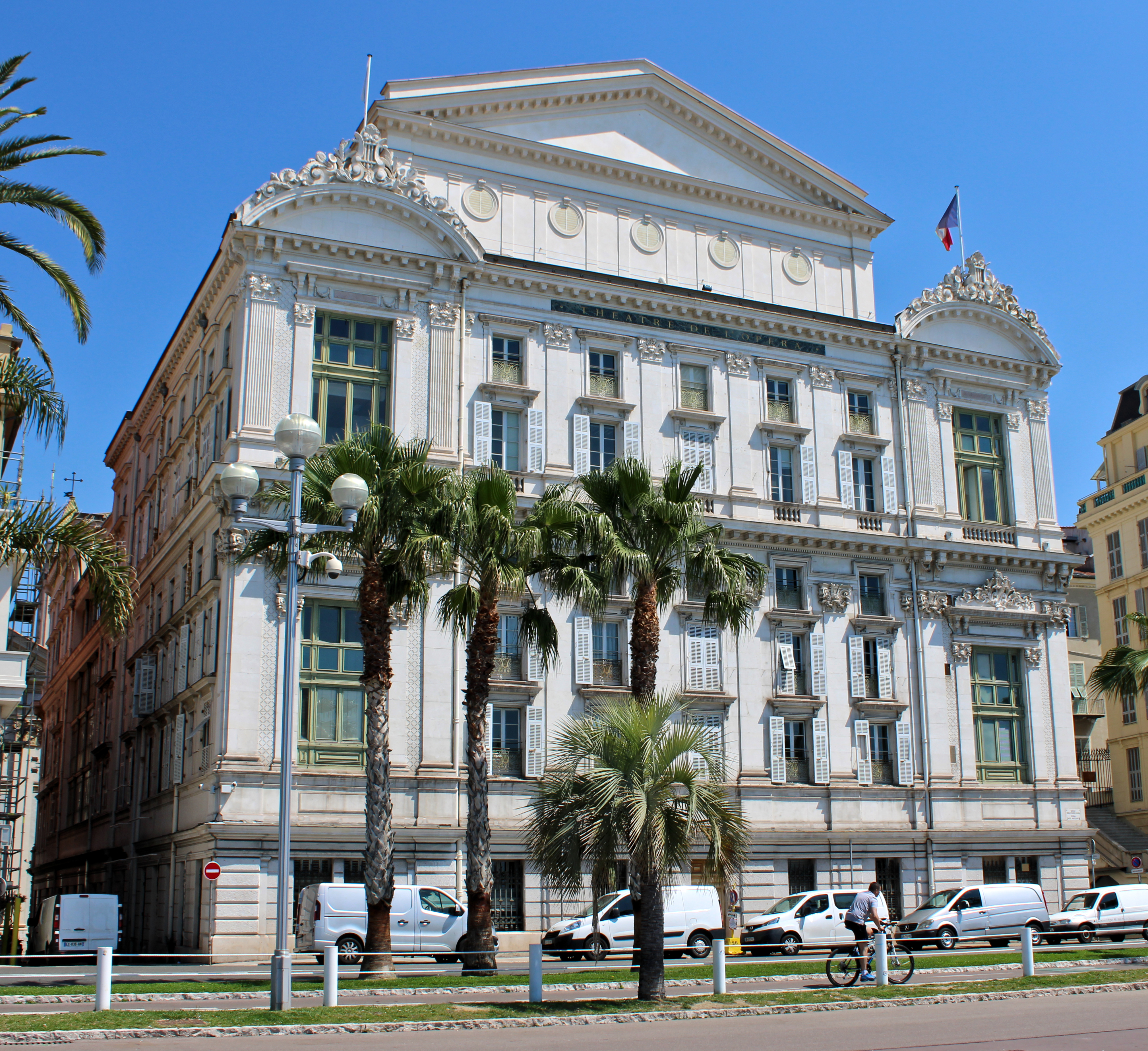
الواجهة الجنوبية للأوبرا

دار الأوبرا في نيس أو أوبرا نيس، هي أهم دار أوبرا في مدينة نيس الفرنسية.
تقدم الدار لروادها ثلاثة ألوان من العروض الفنية: الأوبرا، الباليه،  و الحفلات الموسيقية الكلاسيكية، كما تستضيف الدار كلاً من باليه نيس المتوسطي وأوركيسترا نيس الفيلهارمونية.

## لمحة تاريخية
أسس ماركيز ألي ماكاراني ما يسمى بالمسرح الخشبي الصغير (petit théâtre en bois) في العام 1776. بيع في العام 1787، وأُعيد افتتاحه في العام 1790 تحت اسم «المسرح الملكي».
في العام 1826 قامت مدينة نيس بشرائه من مالكه بتشجيع من الملك شارل فيليكس، حيث قامت بهدمه وأعادت بناءه. دُشّن في العام 1828م.
في العام 1856، تم تنظيم احتفالية كبيرة تكريماً للملك فيكتور إمانويل الثاني. 
في العام 1860، تمت دعوة نابليون الثالث لحضور أمسية فنية في المسرح الملكي، حيث قاد يوهان شترواس الأوركسترا بنفسه لاستثنائية الحدث. في نفس العام، بات المسرح يُسمى «المسرح الإمبراطوري». في العام 1864، قَدِم نابليون الثالث إلى المسرح ثانيةً برفقة قيصر روسيا ألكسندر الثاني. في العام 1868، قَدِم لويس الثاني دوق بافاريا إلى المسرح لحضور عرض ساندريلا (ساندريون).
تمت إعادة تسميته ليصبح اسمه «المسرح البلدي»، وذلك في العام 1870.
في العام 1881 وقع  حريقٌ هائل في دار الأوبرا أتى على جميع محتوياتها. قررت مدينة نيس أن تعيد بناء المسرح في نفس البقعة، وهذا ما حدث بالفعل، حيث افتُتح المسرح الجديد في السابع من شباط/ فبراير من العام 1885، مستهلاً عروضه بأوبرا عايدة لفيردي.
في العام 1902، أُطلق على الأوبرا اسم «دار الأوبرا في نيس» (Opéra de Nice).
في الفترة الواقعة ما بين العامين 2001 و 2009 استلم المنتج البلجيكي بول إميل فورني منصب المدير العام للمسرح، خلفه على المنصب جاك هيدوين الذي اتبع سياسة تعزيز العمل المشترك مع أوبرا مونتي كارلو، فضلاً عن تعزيز التعاون بين الفرقتين الموسيقيتين الإقليميتين، أوركيسترا نيس الفيلهارمونية والأوركيسترا الإقليمية  الخاصة بأوبرا مونتي كارلو و المسماة بالفرنسية (Orchestre régional de Cannes-Provence-Alpes-Côte-d’Azur).
في تشرين الثاني/نوفمبر من العام 2012 استلم مارك آدم الإدارة الفنية للأوبرا، وقد غنى التينور جوناس كوفمان فيها في نفس الشهر.
تستضيف الأوبرا أيضاً غرفاً خاصة لبروفات أوركيسترا نيس الفيلهارمونية وباليه نيس المتوسطي.